# Strzelectwo na Letnich Igrzyskach Olimpijskich 1936 – pistolet szybkostrzelny, 25 m
Pistolet szybkostrzelny z 25 m był jedną z trzech konkurencji strzeleckich na Letnich Igrzyskach Olimpijskich 1936. Zawody odbyły się w dniu 6 sierpnia 1936 roku. Uczestniczyło w nich 53 zawodników z 22 państw.
Turniej składał się z 5 rund eliminacyjnych. W 1. rundzie oddawano 6 strzałów w 3 seriach trwających po 8 sekund (łącznie 18 punktów do zdobycia). W kolejnych rundach strzelano po 6 strzałów, jednak w każdej kolejnej było coraz mniej czasu na wystrzelenie nabojów: w 2. rundzie było to 6 sekund, w 3. rundzie 4 sekundy, w 4. rundzie 3 sekundy, zaś w ostatniej 5. rundzie zawodnik miał jedynie 2 sekundy na strzały. 

## Wyniki
| Miejsce | Zawodnik                 | 1. runda | 2. runda | 3. runda | 4. runda | 5. runda |
| ------- | ------------------------ | -------- | -------- | -------- | -------- | -------- |
| 1       | Cornelius van Oyen       | 18       | 6        | 6        | 6        | –        |
| 2       | Heinz Hax                | 18       | 6        | 6        | 5        | –        |
| 3       | Torsten Ullman           | 18       | 6        | 6        | 4        | 4        |
| 4       | Angelos Papadimas        | 18       | 6        | 6        | 4        | 1        |
| 5       | Helge Meuller            | 18       | 6        | 6        | 3        | –        |
| 6       | Walter Boninsegni        | 18       | 6        | 5        | 6        | 3        |
| 7       | Kazimierz Suchorzewski   | 18       | 6        | 5        | 6        | 1        |
| 8       | Haralds Marvē            | 18       | 6        | 5        | 3        | –        |
| 9       | Hans Aasnæs              | 18       | 6        | 5        | 2        | –        |
| 10      | László Vadnay            | 18       | 6        | 5        | 1        | –        |
| 11      | Bruno Giacconi           | 18       | 6        | 4        | –        | –        |
| 12      | Marcel Lafortune         | 18       | 6        | 4        | –        | –        |
| 13      | Jaakko Rintanen          | 18       | 6        | 4        | 4        | –        |
| 14      | Jan Gasche               | 18       | 6        | 4        | 2        | –        |
| 15      | Ingals Fisher            | 18       | 6        | 4        | –        | –        |
| 16      | Élie Monnier             | 18       | 6        | 2        | –        | –        |
| 17      | Guillermo Huet           | 18       | 6        | 2        | –        | –        |
| 18      | Michelangelo Borriello   | 18       | 5        | –        | –        | –        |
| 19      | Carlos Balestrini        | 18       | 5        | –        | –        | –        |
| 20      | Christos Zalokostas      | 18       | 5        | –        | –        | –        |
| 21      | Ville Elo                | 18       | 5        | –        | –        | –        |
| 22      | Erik Sætter-Lassen       | 18       | 4        | –        | –        | –        |
| 23      | Kārlis Kļava             | 18       | 4        | –        | –        | –        |
| 24      | Morris Doob              | 18       | 4        | –        | –        | –        |
| 25      | František Pokorný        | 18       | 4        | –        | –        | –        |
| 26      | Sulo Cederström          | 18       | 3        | –        | –        | –        |
| 27      | Zenon Piątkowski         | 18       | 3        | –        | –        | –        |
| 28      | Lorenzo Amaya            | 18       | 1        | –        | –        | –        |
| –       | Jacques Lafortune        | –        | –        | –        | –        | –        |
| –       | Axel Lerche              | –        | –        | –        | –        | –        |
| –       | Christen Møller          | –        | –        | –        | –        | –        |
| –       | Krikor Agathon           | –        | –        | –        | –        | –        |
| –       | Charles des Jammonières  | –        | –        | –        | –        | –        |
| –       | Édouard Lambert          | –        | –        | –        | –        | –        |
| –       | Georg Dern               | –        | –        | –        | –        | –        |
| –       | Dimitrios Statis         | –        | –        | –        | –        | –        |
| –       | Jakab Kőszegi            | –        | –        | –        | –        | –        |
| –       | Dezső Zirthy             | –        | –        | –        | –        | –        |
| –       | Carlos Acosta            | –        | –        | –        | –        | –        |
| –       | Roger Abel               | –        | –        | –        | –        | –        |
| –       | Michel Ravarino          | –        | –        | –        | –        | –        |
| –       | Herman Schultz           | –        | –        | –        | –        | –        |
| –       | Dirk van den Bosch       | –        | –        | –        | –        | –        |
| –       | Martin Gison             | –        | –        | –        | –        | –        |
| –       | Otoniel Gonzaga          | –        | –        | –        | –        | –        |
| –       | Wojciech Bursa           | –        | –        | –        | –        | –        |
| –       | Alberto Andressen Júnior | –        | –        | –        | –        | –        |
| –       | Joaquim da Mota          | –        | –        | –        | –        | –        |
| –       | Carlos Queiroz           | –        | –        | –        | –        | –        |
| –       | Henrik Lönnberg          | –        | –        | –        | –        | –        |
| –       | Josef Kopecký            | –        | –        | –        | –        | –        |
| –       | Dean Hudnutt             | –        | –        | –        | –        | –        |
| –       | Lazar Jovanović          | –        | –        | –        | –        | –        |